# Liou Jün-šan
Liou Jün-šan (čínsky pchin-jinem Liú Yúnshān, znaky zjednodušené 刘云山, tradiční 劉雲山; * červenec 1947) je bývalý čínský komunistický politik, původně učitel a stranický funkcionář na místní a regionální úrovni od roku 1993 pracoval v oddělení propagandy ÚV KS Číny, které v letech 2002–2012 vedl. Poté měl jako předseda ústřední komise pro řízení výstavby duchovní civilizace a člen stálého výboru politbyra (obojí 2012–2017) celkový dohled nad veškerým děním v oblasti ideologie a propagandy. Současně byl kandidátem (1982–1987 a 1992–1997) a členem (1997–2017) ústředního výboru, členem politbyra a tajemníkem sekretariátu (obojí 2002–2017) ÚV KS Číny a ředitelem ústřední stranické školy (2013–2017).

## Život
Liou Jün-šan se narodil v červenci 1947 v okresu Sa-la-čchi v provincii Suej-jüan (dnešní pravá korouhev Tumed ve Vnitřním Mongolsku). V letech 1968–1969 působil jako učitel ve venkovské škole, poté pracoval v oddělení propagandy jednoho z výborů KS Číny na okresní úrovni ve Vnitřním Mongolsku. Roku 1971 vstoupil do Komunistické strany Číny. V letech 1975–1982 působil jako dopisovatel tiskové agentury Sin-chua ve Vnitřním Mongolsku, roku 1981 půl roku studoval na ústřední stranické škole.
Roku 1982 přijal místo zástupce tajemníka vnitromongolského výboru svazu mládeže. Na XII. sjezdu KS Číny v září 1982 byl zvolen kandidátem ústředního výboru (do 1987). Později byl zástupcem vedoucího (1984–1986) a vedoucím (1986–1987) oddělení propagandy a generálním sekretářem (1987–1991) vnitromongolského oblastního výboru KS Číny. Od roku 1991 vedl stranickou organizaci prefektury Čch’-feng ve Vnitřním Mongolsku. Na XIV. sjezdu KS Číny v říjnu 1992 byl podruhé zvolen kandidátem ústředního výboru.
Roku 1993 byl přeložen do centrálního aparátu KS Číny v Pekingu, na místo zástupce vedoucího oddělení propagandy ÚV KS Číny. Na XV. sjezdu KS Číny v září 1997 byl zvolen členem ústředního výboru (znovuzvolen 2002, 2007 a 2012). V letech 2002–2012 oddělení propagandy ústředního výboru vedl, současně byl na XVI. sjezdu KS Číny v listopadu 2002 zvolen členem politbyra, tajemníkem sekretariátu ÚV KS Číny a rovněž i zaujal funkci místopředsedy ústřední komise pro řízení výstavby duchovní civilizace. Na XVII. sjezdu KS Číny v říjnu 2007 byl potvrzen v politbyru i sekretariátu a ve funkci vedoucího oddělení propagandy a místopředsedy komise pro řízení výstavby duchovní civilizace.
V západních médiích byl hodnocen jako ortodoxní zastánce pevné kontroly médií komunistickou stranou. Nepanovala jednota ohledně jeho příslušnosti k politickým skupinám uvnitř vedení strany a státu, byl počítán ke „komsomolcům“ kolem Chu Ťin-tchaa, jiní považovali působení ve svazu mládeže za méně významnou epizodu Liou Jün-šan kariéry a řadili ho k politikům vyzdviženým Ťiang Ce-minem.
Na XVIII. sjezdu KS Číny v listopadu 2012 byl opět zvolen členem politbyra a sekretariátu (ve kterém zaujal pozici prvního/výkonného tajemníka) a navíc se stal i členem stálého výboru politbyra a předsedou ústřední komise pro řízení výstavby duchovní civilizace, tudíž ve stálém výboru odpovídal za řízení a koordinaci stranické politiky v oblasti ideologie a propagandy, včetně dohledu nad médii a kulturní a vzdělávací politikou. V letech 2013–2017 také vedl ústřední stranickou školu.
Na XIX. sjezdu KS Číny v říjnu 2017 již nekandidoval do vedení strany kvůli vysokému věku a odešel do penze.